# Fonsorbes
Fonsorbes è un comune francese di 11 224 abitanti situato nel dipartimento dell'Alta Garonna nella regione dell'Occitania.

## Storia
Le origini di Fonsorbes risalgono alla metà dell'XI secolo, quando il primo conte Sanche d'Astarac dono ai cavalieri templari delle terre nell'area attualmente appartenente al comune, dove fare sorgere una commanderia (commenda) dell'ordine.
Fino al XIX secolo, il comune conobbe una certa prosperità ed una intensa attività agricola, soprattutto nel settore della produzione di vino. Verso la fine di questo secolo, la fillossera distrusse i vigneti e vibrò un colpo mortale alla viticoltura in Fonsorbes, provocando un forte esodo degli abitanti verso zone più densamente urbanizzate.
Nel corso del XX secolo, nel periodo fra le due guerre mondiali, il comune scenderà al minimo storico di popolazione (528 abitanti). Oggi Fonsorbes è diventato un comune residenziale, dove molti tolosani si trasferiscono attirati dalla quiet del luogo, oppure si costruiscono la loro casa di vacanza.

### Simboli
L'albero di sorbo (in francese sorbier) è un'arma parlante che richiama il nome del comune.

## Società

### Evoluzione demografica
Abitanti censiti